# Alyssum blancheanum
Alyssum blancheanum là một loài thực vật có hoa trong họ Cải. Loài này được Gomb. mô tả khoa học đầu tiên năm 1966.